# Лифляндский конноегерский полк
Лифляндский конноегерский полк (до 1812 года — Лифляндский драгунский полк) — кавалерийская воинская часть Русской императорской армии, сформированная в 1805 году и упразднённая в 1833 году.

## История полка
28 августа 1805 года флигель-адъютантом полковником бароном фон дер Паленом 1-м в городе Ошмянах Литовской-Виленской губернии из 2,5 эскадронов, выделенных из Оренбургского драгунского полка, с дополнением рекрутами, сформирован Лифляндский драгунский полк в составе 5 эскадронов и запасного полуэскадрона.
13 июля 1806 года из полка выделены 3-й и 4-й взводы эскадрона подполковника Хомякова для формирования Митавского драгунского полка, взамен их сформированы новые.
8 ноября 1810 года запасный полуэскадрон упразднён.
17 декабря 1812 года приказано преобразовать в Лифляндский конноегерский полк.
27 декабря 1812 года повелено привести полк в состав 6 действующих и 1 запасного эскадронов.
11 мая 1819 года в связи с пожалованием шефства назван Конноегерским Его Величества Короля Виртембергского полком.
20 декабря 1828 года на гербы и пуговицы присвоен № 6.
18 октября 1829 года вместо запасного эскадрона образован пеший резерв.
Приказом от 2 апреля 1833 года, в соответствии с Положением о переформировании армейской кавалерии, утвержденным 21 марта 1833 года, полк расформирован. 1-й и 2-й эскадроны присоединены к Митавскому гусарскому полку, которому также переданы старшинство, серебряные трубы и шефство короля Виртембергского. Митавский гусарский полк переименован в Гусарский Его Величества Короля Виртембергского полк. 3-й и 4-й эскадроны бывшего Конноегерского Его Величества Короля Виртембергского полка присоединены к Гусарскому Эрц-Герцога Австрийского Фердинанда полку, а 5-й и 6-й эскадроны и пеший резерв — к Драгунскому Его Королевского Высочества Герцога Александра Виртембергского полку.

## Боевые действия
В 1807 году Финляндский драгунский полк участвовал в кампании против Франции. 1 декабря 1806 года полк прибыл в Остроленку в составе корпуса графа Буксгевдена. 27 января 1807 года принял участие в сражении при Прейсиш-Эйлау. 2 февраля 1807 года выделен в отряд князя Волконского, с которым перешёл р. Писек у Доброляса и 3 февраля участвовал в стычке с французским авангардом у Станиславова, а 4 февраля — в деле при Осовеке. 28 мая 1807 года 2 эскадрона полка участвовали в деле у Вальфсдорфа.
В 1810—1811 годах полк участвовал в войне против Турции. 23 июля 1810 года принял участие в сражении под Шумлой, преследовал войска отступающего верховного визиря. 24 августа выступил в авангарде генерала Кульнева к Батину и 26 августа участвовал в бою при Батине против войск Куманец-паши. 22 июня 1811 года принял участие в сражении под Рущуком.
Во время Отечественной войны 1812 года состоял в Дунайской армии.
В ходе Заграничного похода Русской армии 14 августа 1813 года принял участие в сражении при Дрездене.
Во время польского восстания в составе 2-й конноегерской дивизии назначен 24 января 1831 года в армию графа Дибича и 1 февраля перешёл границу Царства Польского. 2 февраля участвовал в неудачном бою при Сточеке (два дивизиона полка обратились в бегство), 29 марта участвовал в сражении при Игане, 4 апреля — в деле у села Бабино, а 5 апреля — в сражении при Вронове.

## Шефы полка
- 04.09.1805 — 27.06.1807 — полковник (с 24.05.1807 генерал-майор) барон фон дер Пален, Дмитрий Фёдорович
- 27.06.1807 — 25.02.1810 — генерал-майор Жилинский, Иосиф Андреевич
- 08.03.1810 — 01.12.1813 — полковник Парадовский, Филипп Осипович
- 11.05.1819 — 02.04.1833 — король Виртембергский Вильгельм I

## Командиры полка
- 14.02.1806 — 29.08.1814 — подполковник (с 12.12.1807 полковник, с 7.12.1813 генерал-майор) Рыков, Василий Дмитриевич
- 29.08.1814 — xx.xx.1815 — (до 1.06.1815 командующий) полковник Хомяков, Алексей Афанасьевич
- 27.12.1815 — 30.08.1822 — полковник Лашкарёв, Александр Сергеевич
- 15.11.1822 — 25.03.1828 — полковник Беклемишев, Андрей Николаевич
- 11.08.1828 — 14.04.1829 — полковник Гревс, Михаил Александрович
- 21.04.1829 — 02.11.1831 — (командующий) подполковник (с 25.06.1830 полковник) Левин, Адриан Гаврилович
- 02.11.1831 — 02.04.1833 — полковник Вижицкий, Михаил Фадеевич

## Знаки отличия
3 сентября 1805 года Лифляндскому драгунскому полку пожалованы штандарты, образца 1803 года: один белый с зелёными углами и четыре зелёных с белыми углами, с золотым шитьём и бахромой. Выданы в 1806 году, после переформирования полка в конноегерский сданы на хранение.
30 августа 1810 года Лифляндскому драгунскому полку пожалованы серебряные трубы с надписью: «За храбрость при разбитии 30.000 Турок при креп. Шумле 23 Июля 1810 года». После расформирования полка в 1833 году переданы в Митавский гусарский полк.
30 августа 1814 года Лифляндскому конноегерскому полку присвоены знаки на головные уборы с надписью «За отличiе». После расформирования полка в другие полки отличие не было передано.